# Superfast IX
Le Superfast IX est un ferry appartenant à la compagnie estonienne Tallink. Construit de 1999 à 2002 par les chantiers Howaldtswerke-Deutsche Werft (HDW) de Kiel, il était à l'origine affecté en janvier 2002 aux lignes de la compagnie grecque Superfast Ferries en Europe du Nord, tout d'abord entre l'Allemagne et la Suède, puis entre Belgique et le Royaume-Uni à compter de mai, puis enfin entre Allemagne et la Finlande en novembre 2005. Vendu en 2006 à Tallink, il conserve dans un premier temps son nom et son activité avant d'être affrété à compter de 2008 par la compagnie canadienne Marine Atlantique. Rebaptisé à cette période Atlantic Vision, il est employé à partir de 2009 entre les provinces canadiennes de Terre-Neuve et de Nouvelle-Écosse. Remplacé en 2024 par un navire plus récent et plus imposant, il est par conséquent restitué à Tallink et regagne l'Estonie au mois de mai. Sans affectation durant près d'un an, il est finalement inséré sur le trafic de la compagnie estonienne entre l'Estonie et la Suède à partir d'avril 2025.

## Historique

### Origines et construction
Depuis la fin des années 1990, la compagnie grecque Superfast Ferries révolutionne la desserte maritime entre la Grèce et l'Italie à l'aide de sa flotte de navires rapides de dernière génération. Leur succès incite alors la maison mère, le groupe Attica, à implanter les activités de sa marque sur de nouveaux marchés. Dans l'optique d'ouvrir des lignes en mer du Nord entre l'Allemagne, la Belgique, le Royaume-Uni et la Finlande, Superfast lance alors la construction de quatre navires jumeaux aux chantiers allemands Howaldtswerke Deutsche Werft.
La conception des futures unités est directement basée sur celle des Superfast V et Superfast VI prévus pour les lignes de la Méditerranée. Ils ont en effet les mêmes dimensions de 203 mètres de long pour 25 mètres de large ainsi que le même appareil propulsif leur permettant d'atteindre des vitesses de 28 nœuds. Leur apparence extérieure, bien que similaire, diffère cependant des autres navires de la flotte, de même que la capacité passagère qui est drastiquement réduite par rapport à la flotte méditerranéenne, ils sont également équipés d'une coque brise-glace. La disposition des aménagements intérieurs est pour sa part identique et de qualité semblable, à l'exception de la piscine extérieure, absente.
Le troisième navire de la série, baptisé Superfast IX, est lancé le 18 novembre 2000. Après finitions, il est livré à Superfast le 8 janvier 2002.

### Service

#### Superfast (2002-2006)
Le Superfast IX est mis en service le 10 janvier 2002 entre l'Allemagne et la Suède. Baptisé le lendemain à Södertälje, sa marraine est la nageuse suédoise Therese Alshammar.
En avril cependant, l'exploitation du navire se révèle non rentable, ce qui amène à la fermeture de la ligne. Désarmé aux chantiers HDW, le Superfast IX reprend néanmoins du service dès le mois de mai sur une nouvelle ligne entre la Belgique et le Royaume-Uni qu'il dessert conjointement avec son sister-ship le Superfast X.
En février 2004, des cabines supplémentaires sont ajoutées aux chantiers norvégiens Fosen Mekaniske Verksteder.
À partir de novembre 2005, le navire est transféré sur les lignes entre l'Allemagne et la Finlande.
En mars 2006, Superfast Ferries annonce la vente de ses activités en Europe du Nord au groupe estonien Tallink pour 310 millions d'euros.

#### Tallink (depuis 2008)

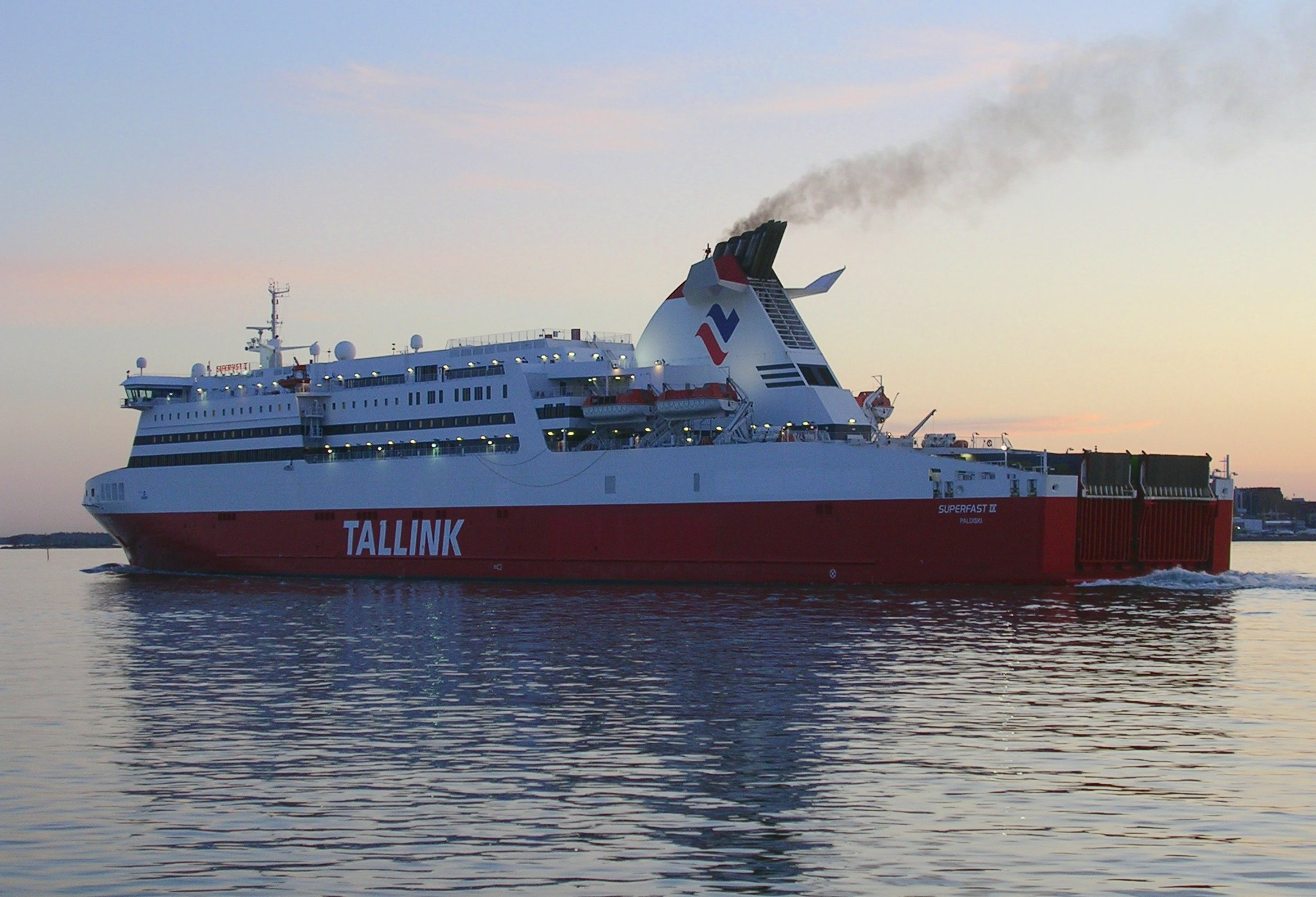
Le Superfast IX quittant Helsinki en mai 2007.

Réceptionné par Tallink le 12 avril 2006, le Superfast IX, tout comme les Superfast VII et Superfast VIII intègre la flotte de la compagnie estonienne. Seul le Superfast X ne sera pas repris par le groupe et sera finalement vendu à la SNCM au mois d'août.
Le Superfast IX reprend son exploitation entre la Finlande et l'Allemagne le 17 avril avec comme principal changement une escale à Paldiski en Estonie. Cette escale sera cependant supprimée en juin en raison de problèmes administratifs liés à la non appartenance à cette époque de l'Estonie à l'espace Schengen. Ce problème sera toutefois résolu l'année suivante avec l'adhésion du pays au traité.
Jusqu'en 2007, le navire arborait conjointement sur sa coque les logos de Tallink et de Superfast, le contrat de vente autorisant l'armateur estonien à utiliser la marque Superfast pendant environ un an. Durant cette période, il est un temps envisagé de transférer le Superfast IX et ses jumeaux sous les couleurs de la filiale finlandaise Silja Line mais le projet ne verra pas le jour.
En avril 2008, Tallink et la compagnie publique canadienne Marine Atlantique signent un contrat pour l'affrètement du Superfast IX pour une durée de cinq ans à compter du mois d'octobre. Financé par le gouvernement du Canada à la hauteur de 101 millions de dollars, le projet porte sur l'affrètement du navire sous les couleurs de Marine Atlantique afin de relier les provinces de Terre-Neuve et de la Nouvelle-Écosse.
Après avoir réalisé sa dernière traversée pour le compte de Tallink le 31 août 2008, le Superfast IX rejoint le Chantier de réparation navale de Turku à Naantali afin de bénéficier de quelques travaux en vue de sa prochaine affectation. Le navire est entre autres équipé de propulseurs d'étrave plus puissant et subit également quelques modifications au niveau de ses rampes d'accès. Livré à Marine Atlantique le 14 novembre, il prend le nom d‘Atlantic Vision et quitte la mer Baltique pour rejoindre le Canada. Arrivé à Saint-Jean de Terre-Neuve le 7 décembre 2008, il est baptisé officieusement le 11 décembre. Il est ensuite stationné à North Sydney en attendant sa mise en service prévue pour mars 2009.
Le 27 décembre, alors que le navire se trouve toujours à North Sydney, un incendie se déclare dans la salle des machines vers 23h50 à la suite d'une défaillance au niveau d'une des deux unités de chauffage. L'équipage, assisté par les pompiers de North Sydney, parviennent à contenir le sinistre qui est éteint environ une heure plus tard. Si aucun blessé n'est à déplorer, les dégâts causés par l'incendie auront toutefois pour conséquence de retarder d'un mois la mise en service de l‘Atlantic Vision.
Une fois réparé, le navire débute ses rotations entre North Sydney et Port-aux-Basques le 1er avril 2009.
Le 29 juillet, le car-ferry est de nouveau immobilisé en raison d'un autre incendie s'étant déclaré au niveau des unités de chauffage.
Le 18 août, il est légèrement endommagé après être entré en collision avec le quai à Port-aux-Basques, ce qui a provoqué un léger enfoncement à l'arrière du navire. Il reprend cependant son service dans la journée après inspection.
Le 7 octobre, la compagnie Marine Atlantique reçoit une alerte à la bombe à l'encontre de l‘Atlantic Vision. Le navire, se trouvant à ce moment-là à Port-aux-Basques, est alors évacué par la GRC. L'annonce se révèlera toutefois être un canular et l‘Atlantic Vision reprend ses traversées dans la foulée.

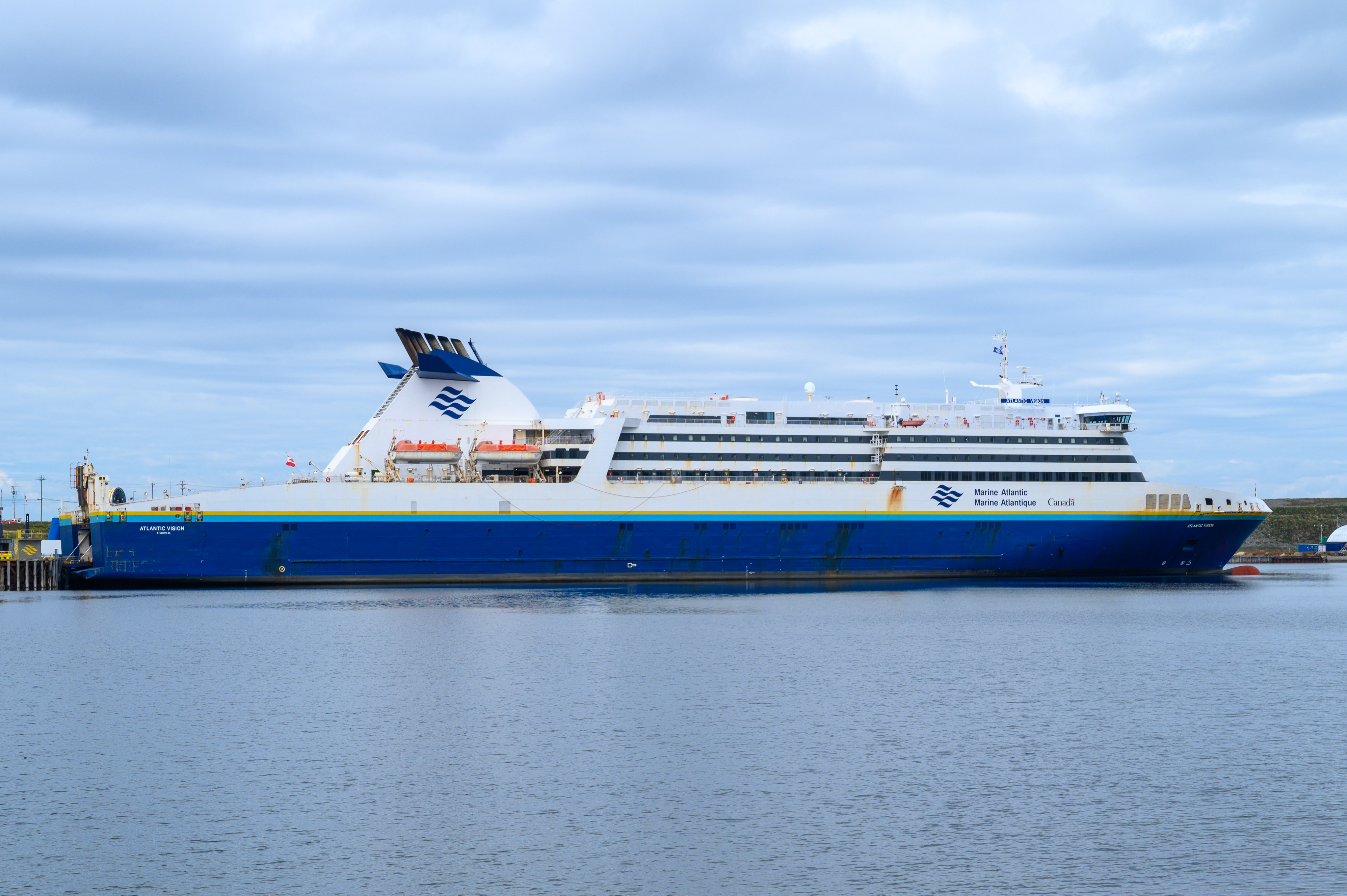
L‘Atlantic Vision à Argentia en 2022.

Le 22 décembre, de fortes rafales de vent à Port-aux-Basques drossent le navire contre le quai alors qu'il effectuait sa manœuvre d'accostage. Le choc occasionne une brèche de cinq mètres de long au dessus de la ligne de flottaison ainsi que l'immobilisation du car-ferry, provoquant d'importants retards dans les horaires des autres navires de la compagnie, privés du poste à quai. L‘Atlantic Vision reprend son service le lendemain après que la déchirure ait été colmatée.
Exploité dans un premier temps sous pavillon de complaisance chypriote, l‘Atlantic Vision passera sous pavillon national canadien au mois de juin 2011. Son affrètement sera également reconduit par trois fois, en 2015, puis en 2017 et, enfin, en 2019,,.
En février 2024, Marine Atlantique affrète coque nue à Stena Roro le nouvel Ala'suinu, fraichement sorti des chantiers CMJL de Weihai en Chine et devant se substituer à l‘Atlantic Vision. Ainsi, en prévision de l'arrivée imminente de la nouvelle unité, le navire achève sa dernière rotation pour le compte de Marine Atlantique entre Port-aux-Basques et North Sydney le 15 mars,. Retiré de la flotte après la rupture de son contrat d'affrètement, il quitte le Canada le 7 avril pour rejoindre l'Europe.
Après avoir traversé l'Atlantique durant plus d'une semaine, le navire entre tout d'abord aux chantiers Fayard d'Odense au Danemark le 17 avril. Environ un mois plus tard, il rejoint l'Estonie et réintègre la flotte de Tallink le 14 mai. À cette occasion, il retrouve son nom d'origine ainsi que le pavillon estonien. Sans affectation à ce moment-là, il demeure cependant désarmé à Paljassaare pour le reste de l'année 2024.
En avril 2025, Tallink décide d'employer le Superfast IX sur la ligne Paldiski – Kapellskär en remplacement du Star I, destiné à être retiré de la flotte. À cet effet, le navire arbore de nouveau les logos de la compagnie estonienne sur sa cheminée et sa coque bleue à partir du 3 avril. Environ une semaine plus tard, le 12 avril, il appareille de Paldiski pour sa première traversée vers Kapellskär.

## Aménagements
Le Superfast IX possède 9 ponts. Bien que le navire s'étende en réalité sur 11 ponts, les ponts 4 et 6, au niveau des garages, sont inexistants, bien qu'ils soient tout de même comptés. Les locaux des passagers couvrent la totalité des ponts 7 et 8 et une partie du 10. L'équipage loge pour sa part sur la ' du pont 9. Les ponts 3 et 6 sont entièrement consacrés au garage ainsi que la partie avant des ponts 1 et 2.

### Locaux communs
À sa mise en service, le Superfast IX était employé sur de longues traversées, le navire était équipé en conséquence au niveau de ses installations pour les passagers. Ceux-ci disposaient sur le pont 7 de deux espaces de restauration (à la carte, buffet), trois bars (bar-salon, bar-discothèque, brasserie-bar) ainsi qu'une boutique et un casino. Un sauna était également présent sur le pont 10.

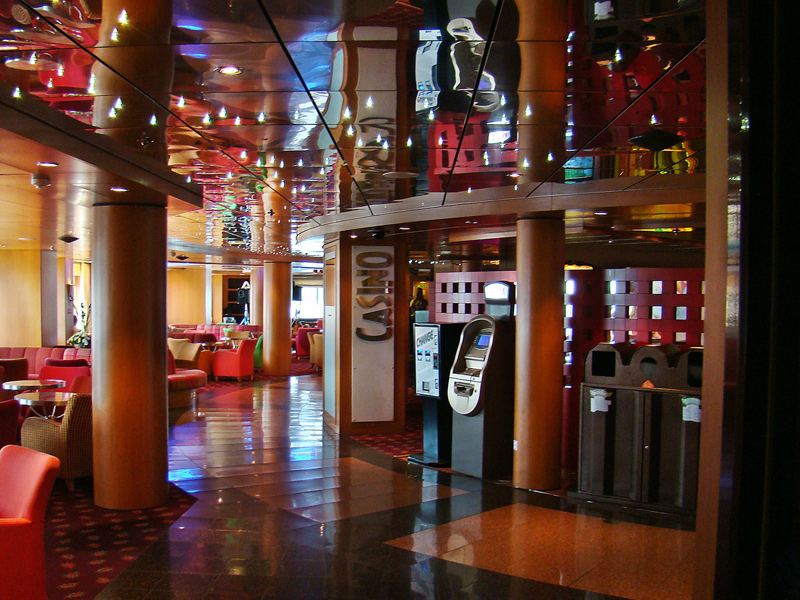
Vue sur le bar et le casino.
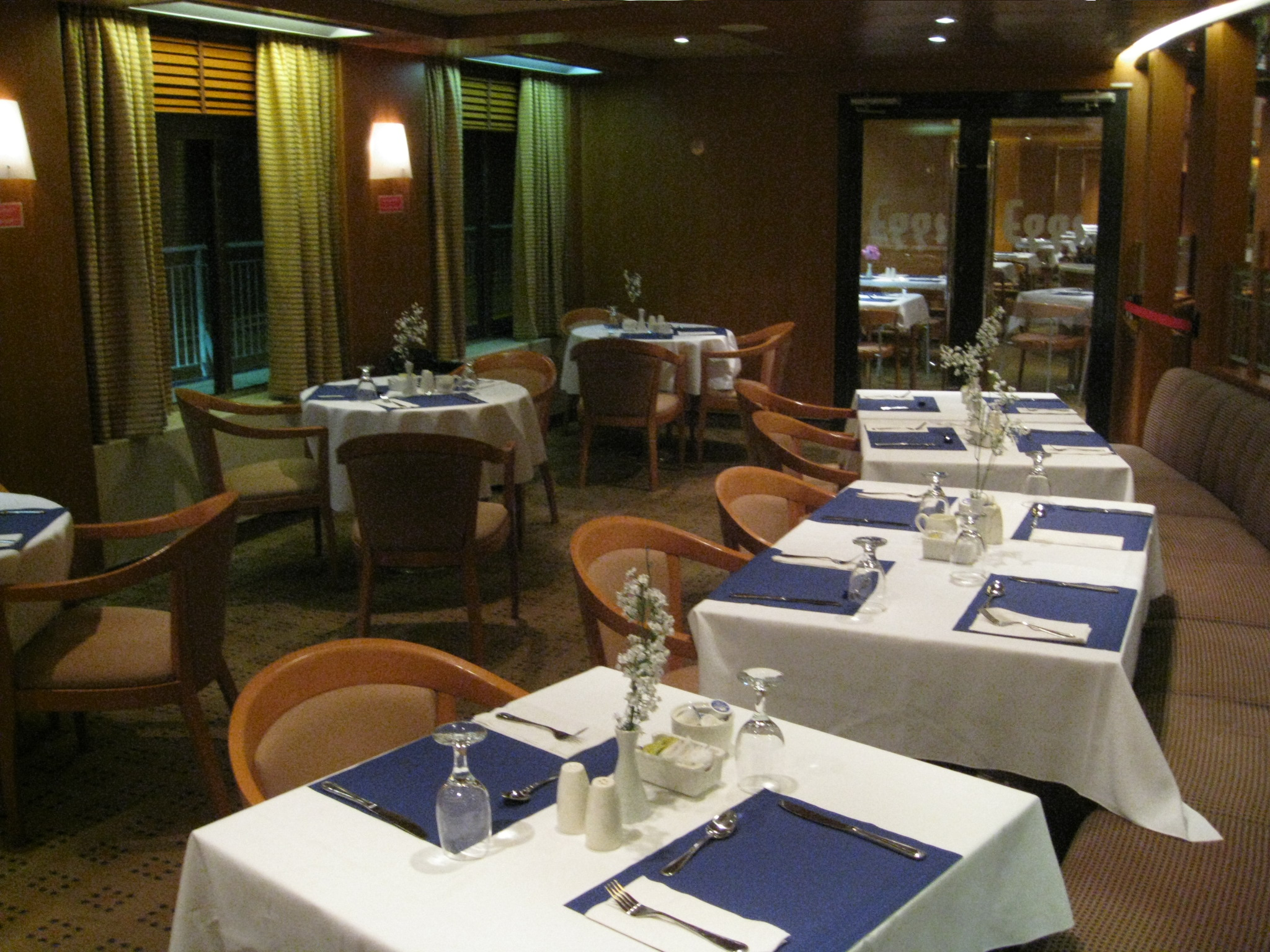
Restaurant du navire sur le pont 7.

### Cabines
Le Superfast IX possède environ 120 cabines situées pour la plupart sur le pont 8. D'une capacité de deux à quatre personnes, toutes sont pourvues de sanitaires complets comprenant douche, WC et lavabo. Six cabines de luxe sont également présentes au pont 10.

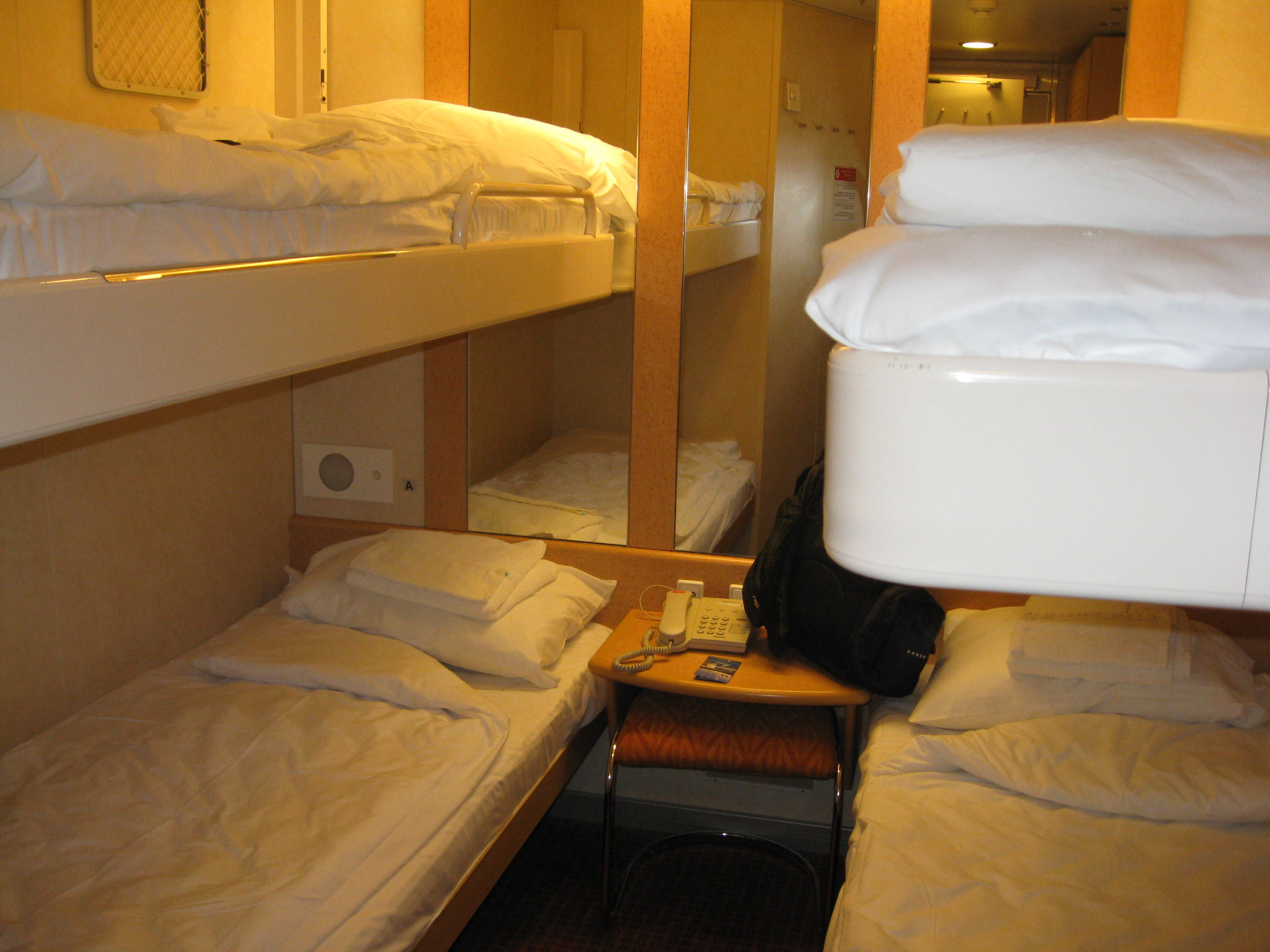
Cabine intérieure standard aménagée pour quatre personnes.

## Caractéristiques
Le Superfast IX mesure 203,90 mètres de long pour 25,40 mètres de large, son tonnage était à l'origine de 29 800 UMS mais sera porté à 30 285 UMS lors d'une refonte en 2004. Le navire pouvait accueillir dans sa configuration initiale 626 passagers. Sa capacité sera portée à 717 en 2004 puis 962 en 2008. Il possède un garage de 1 900 mètres linéaires pouvant contenir 480 véhicules répartis sur quatre niveaux ainsi que 140 remorques. Le garage était accessible à l'origine par deux portes rampes situées à la poupe, l’une de 8 mètres de large et l’autre de 5 mètres de large et une porte rampe située à la proue de 4,40 mètres de large avec ouverture par deux vantaux. En 2008, le système d'accès au garage est partiellement revu, il ne subsiste qu'une seule porte arrière. La propulsion du l‘Atlantic Vision est assurée par quatre moteurs diesels  Wärtsilä-Sulzer NSD 16ZAV-40S développant une puissance de 46 080 kW entrainant deux hélices faisant filer le bâtiment à une vitesse de 28 nœuds. Le navire possède quatre embarcations de sauvetage de grande taille, une embarcation semi-rigide de secours et plusieurs radeaux de sauvetage.

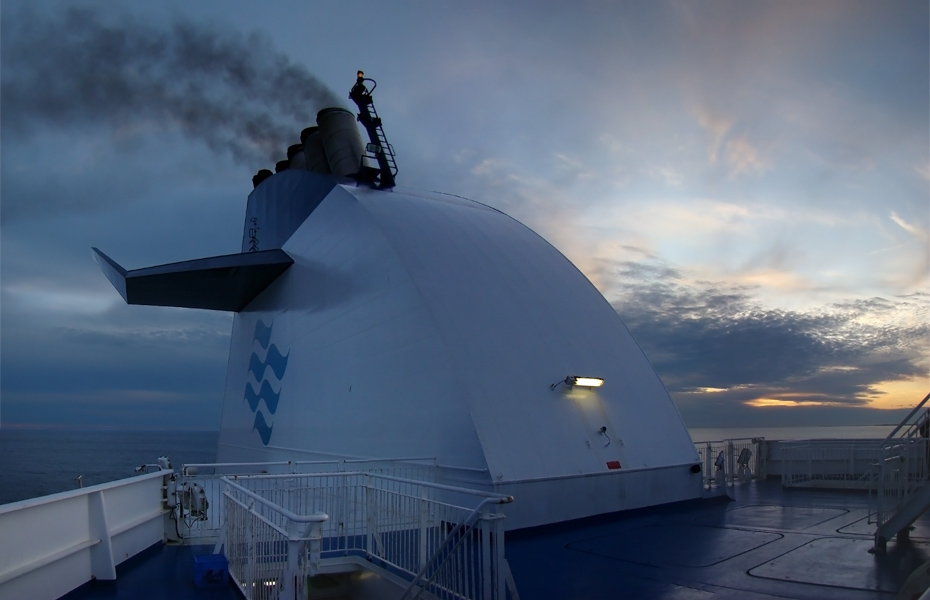
Cheminée unique arrière.

## Lignes desservies
Au début de sa carrière, le Superfast IX assurait de 2002 à 2006 les lignes de Superfast Ferries en Europe du Nord entre l'Allemagne et la Suède sur la ligne Rostock - Södertälje puis entre la Belgique et le Royaume-Uni sur la ligne Zeebruges - Rosyth.
À partir de 2006, pour le compte de Tallink, le navire relie la Finlande, l'Estonie et l'Allemagne, tout d'abord entre Helsinki, Paldiski et Rostock puis entre Helsinki, Tallinn et Rostock en 2007.
De 2009 à 2024, l‘Atlantic Vision effectuait des rotations entre les provinces canadiennes de Terre-Neuve et de Nouvelle-Écosse sur la ligne Port-aux-Basques - North Sydney.
Depuis avril 2025, le Superfast IX navigue de nouveau pour Tallink entre l'Estonie et la Suède sur la liaison Paldiski - Kapellskär.